# Луїза Великобританська, герцогиня Файф
Луї́за Вікто́рія Алекса́ндра Дагма́р, Королівська принцеса і герцогиня Файф (англ. Louise Victoria Alexandra Dagmar, Princess Royal and Duchess of Fife; 20 лютого 1867, Мальборо-хаус, Лондон, Велика Британія — 4 січня 1931, Портмен-сквер, Лондон, Велика Британія) — старша дочка короля Едуарда VII і Олександри Данської, молодша сестра Георга V; дружина Александра Даффа, 1-го герцога Файф. Королівська принцеса.

## Біографія

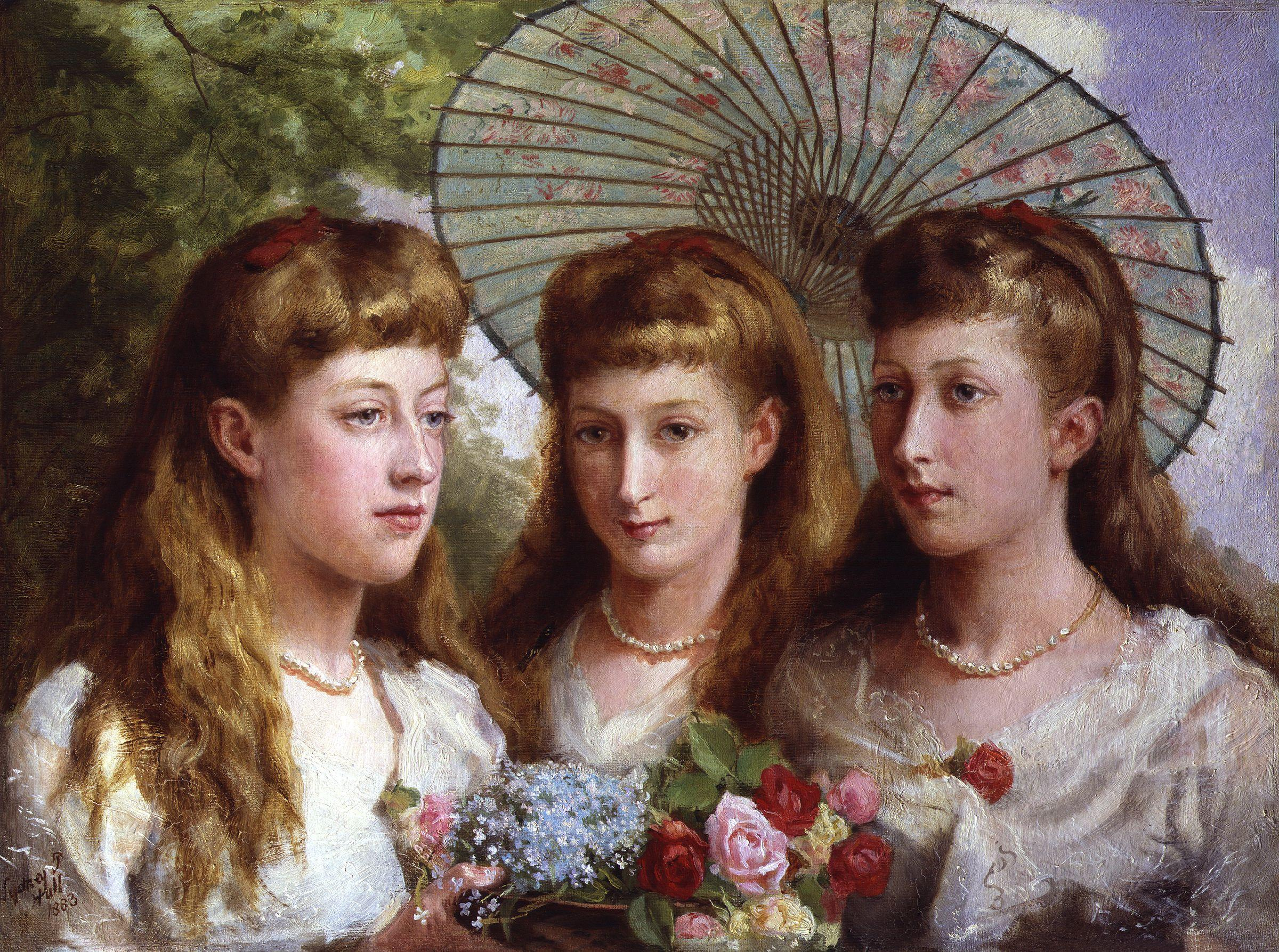
Принцеса Луїза (зліва) та дві її сестри, Мод (у центрі) і Вікторія, 1883 рік

Луїза Вікторія Александра Дагмар народилася 4 січня 1867 року у лондонському маєтку Мальборо-хаус. Вона стала третьою з шести дітей у сім'ї принца Уельського Едварда і його дружини Олександри Данської. За п'ять днів до народження принцеси у її матері почалася ревматична гарячка, від якої вона оправилася за декілька місяців. За батьком Луїза була внучкою королеви Вікторії і принца-консорта Альберту Саксен-Кобург-Готському, по матері — короля Данії Кристіана IX і Луїзи Гессен-Кассельської. У неї було дві сестри, Вікторія і Мод, і троє братів: Альберт, Георг і Александр Джон. Останній хлопчик помер за день після народження. Її мати була родичами з багатьма королівськими сім'ями Європи: сестра Александри Марія стала імператрицею Росії, брат Георг  королем Греції, інший брат, Фредерик, успадкував данський престол. У сім'ї Луїзу називали Лулу. Як внучка британського монарха з народження мала титул «Її Королівська Високість принцеса Луїза Уельська»[2][3].
Хрещення Луїзи відбулося 10 травня 1867 року у Мальборо-хаусі під керуванням архієпископа Кентерберійського Чарльза Лонглі. Кумами дівчини стали король Греції Георг I (її дядько по материнській лінії); кронпринц Прусський Фрідріх; Карл, герцог Глюксбурзький; Фрідріх Вільгельм Гессен-Кассельський; Луїза Гессен-Кассельська, королева Данії (бабуся по материнській лінії, особисто присутня на церемонії); Велика герцогиня Мекленбург-Стрелицька Августа Кароліна Кембріджська (особисто присутня); цісарівна Марія Федорівна (тітка за матір'ю); принцеси Аліса, Луїза і Єлена Великобританські (тітки по лінії тата).
Свої перші роки принцеса Луїза провела у Мальборо-хаусі і Сандрингемському палаці у Норфолку. Освіту отримала разом із сестрами під керуванням наставників. Кожне літо вся сім'я вирушала до Данії, на батьківщину принцеси Александри, де у цю пору збиралися їхні родичі з усіх кутків Європи. У юності Луїзу описували як дуже замкнену у собі дівчину. У 1885 році Луїза була подружкою нареченої на весіллі своєї тітки принцеси Беатріси, котра виходила заміж за принца Генріха Баттенберга.

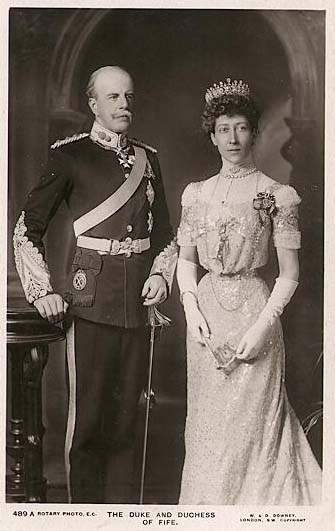
Луїза і її чоловік, 1-й герцог Файф

Александра, принцеса Уэльська всіляко намагалася відмежувати дочок від можливостей одруження. Вона хотіла, щоби ті увесь час перебували біля неї. Так було із молодшою сестрою Луїзи Вікторією, котра так і не одружилася. 27 липня 1889 року Луїза одружилася із Александром Вільямом Джорджем Даффом у каплиці Букінгемського палацу. Наречений був близьким другом принца Уельского і на 18 років старшим за Луїзу. Подружжя було далекими родичами. Александр був нащадком короля Вільгельма IV через його незаконнонароджену доньку Єлизавету Фіцкларенс. Цей шлюб не подобався королеві Вікторії. Але, після його укладання вона дала Александру титул 1-го герцога Файф. У шлюбі народився син, котрий помер невдовзі після народження, і дві доньки.
Батько Луїзи став королем Великої Британії у 1901 році. 9 листопада 1905 року він дав своїй дочці Луїзі титул Королівської принцеси, котрий традиційно давали старшій дочці монарха. Доньки Луїзи отримали титул принцес Великої Британії і Ірландії зі зверненням «Ваша Високість»[3].
У грудні 1911 року, під час подорожі у Єгипет на борту пароплава SS Delhi, герцог Файф і його сім'я зазнали кораблетрощу у берегів Марокко. Ніхто не загинув, але сам Александр після цього захворів плевритом. Він помер 12 січня 1912 року в Асуані, Єгипет. Його старша донька успадкувала титул герцогині Файф.
Після смерті чоловіка Луїза вела затворницьке життя. Іноді вона супроводжувала матір і сестру Вікторію на різні заходи. Осінню 1929 року вона захворіла. У неї почалася внутрішня кровотеча у шлунку. Луїза доставили у Лондон, де вона померла за 15 місяців у своєму домі на Портмен-сквер у віці 63 років. Луїза похована у церкві Святого Георга, у Віндзорському замку. Згодом її останки перенесено у приватну каплицю біля маєтку Мар-Лодж у Шотландії, яка належала її чоловіку[3].

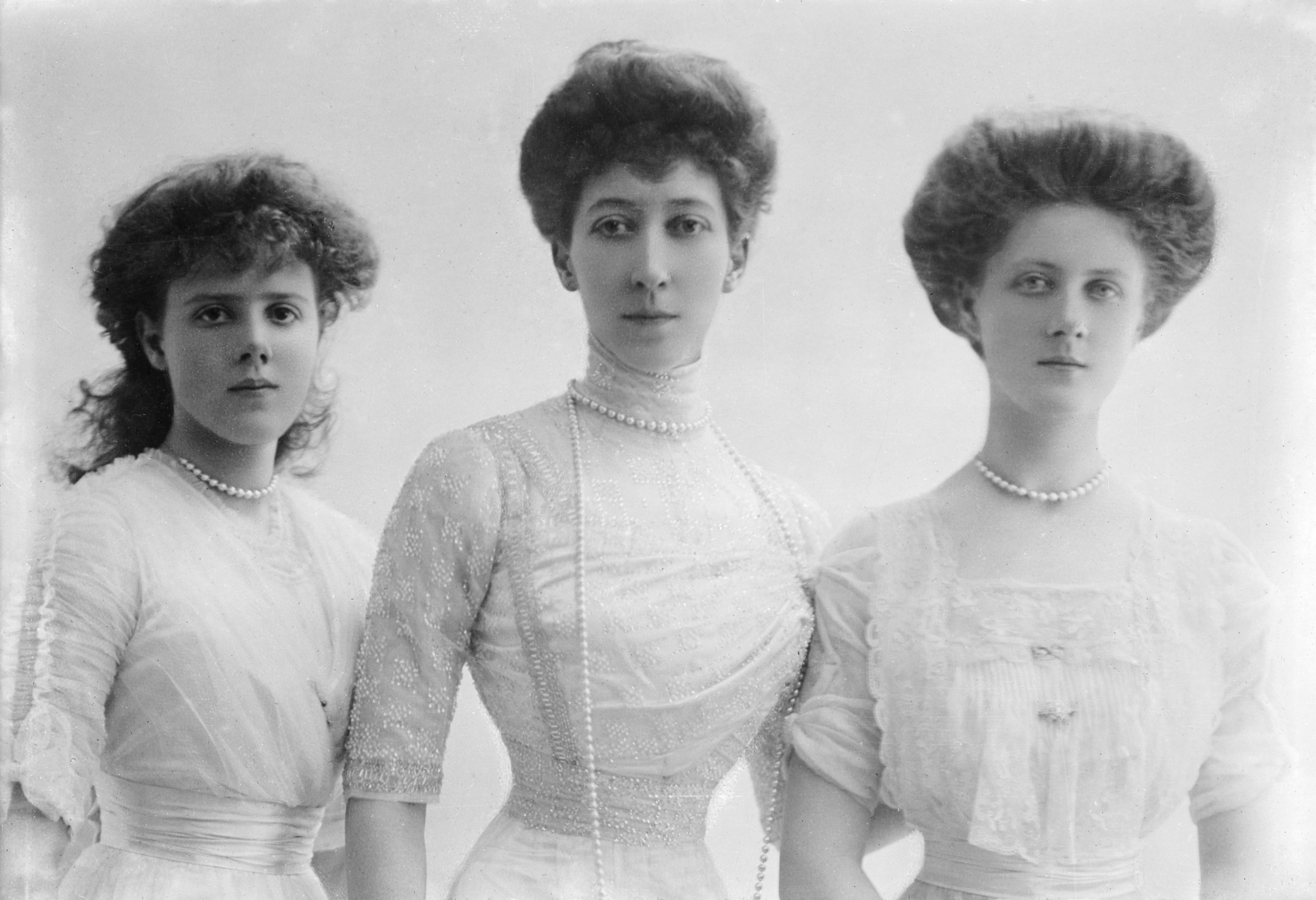
Луїза разом із доньками, біля 1911 року

### Діти
Від шлюбу з Александром Даффом, 1-м герцогом Файф народився син і дві доньки:
- Ала́стер Дафф, маркіз Макда́ф (народився і помер 16.07.1890) — помер невдовзі після народження;
- принцеса Алекса́ндра Вікто́рія Альбе́рота Едвіна Луї́за, 2-га герцогиня Файф (17.05.1891—26.02.1959) — успадкувала титул батька; одружилася із своїм двоюрідним дядьком Арту́ром Фредери́ком Па́триком Альбе́ротом Коннау́тським, сином принца Артура, герцога Коннаутського і Страхарнського і Луїзи Маргарити Прусської, мали одного сина, котрий помер у віці 28 років і не лишив нащадків;
- принцеса Мод Алекса́ндра Вікто́рія Джорджи́на Бе́рота (03.04.1893—14.12.1945) — перша дружина Чарльза Ка́рнегі, 11-го графа Сауте́ск, мали одного сина, Джеймса(1929—2015), котрий у 1959 році успадкував титул герцога Файф; зараз титул герцога Файф носить його син Девід (нар. 1961).